# Державна премія України імені Тараса Шевченка — лауреати 1996 року
Державні премії України імені Тараса Шевченка в галузі літератури, журналістики, мистецтва і архітектури 1996 року були присуджені Указом Президента України від 29 лютого 1996 р. № 155 за поданням Комітету по Державних преміях України імені Т. Г. Шевченка. Цього року кількість премій була зменшена до десяти розміром п'ятсот млн карбованців кожна.

## Список лауреатів
| Галузь                                                     | Лауреат | Обґрунтування |
| ---------------------------------------------------------- | --- | --- |
| Література                                                 | Базилевський Володимир Олександрович — письменник | за збірку поезій «Вертеп» |
| Література                                                 | Міняйло Віктор Олександрович — письменник | за роман «Вічний Іван» |
| Література                                                 | Жиленко Ірина Володимирівна — письменниця | за збірку поезій «Вечірка у старій винарні» |
| Література                                                 | Іванченко Раїса Петрівна — письменниця | за тетралогію про Київську Русь: «Зрада, або як стати володарем», «Гнів Перуна», «Золоті стремена», «Отрута для княгині»                                                        |
| Журналістика і публіцистика                                | Чорновіл В'ячеслав Максимович — публіцист | за збірники «Правосуддя чи рецидиви терору», «Лихо з розуму», книжку «Хроніка таборових буднів», публіцистичні виступи у газетах та журналах України і світу                    |
| Теорія та історія літератури                               | Літературознавці: Дончик Віталій Григорович Моренець Володимир Пилипович Штонь Григорій Максимович Кравченко Андрій Євгенович Ковалів Юрій Іванович Мельник Володимир Олександрович Наєнко Михайло Кузьмич Агеєва Віра Павлівна                                       | за навчальний посібник «Історія української літератури XX ст.» у 2-х книгах |
| Образотворче мистецтво                                     | Зноба Валентин Іванович — скульптор | за створення скульптурних композицій на тему Великої Вітчизняної війни (монументи Слави у містах Херсоні, Хмельницькому, на Букринському плацдармі, пам'ятник у місті Броварах) |
| Образотворче мистецтво                                     | Нарбут Д. Г. — художник | за серію портретів «Гетьмани України» та картини «Вибори кошового», «Страшний суд», «Покрова Богородиці».                                                                       |
| Музика                                                     | Вірко Балей — диригент і композитор (США) | за значний внесок у розвиток українського музичного мистецтва та його пропаганду в світі                                                                                        |
| Кінематографія                                             | Бійма Олег Іванович — режисер-постановник Зоценко Лесь Миколайович — оператор-постановник Гронський Володимир Петрович — композитор Актори: Сумська Ольга В'ячеславівна Хостікоєв Анатолій Георгійович Дехтярьова Зінаїда Миколаївна Богданович Олексій Володимирович | за серіали художніх телевізійних фільмів «Пастка» і «Злочин з багатьма невідомими» студії «Укртелефільм»                                                                        |
| Концертно-виконавська діяльність                           | Петриненко Тарас Гаринальдович — композитор, артист | за значні досягнення в розвитку сучасної української естрадної пісні, концертно-виконавську діяльність останніх років                                                           |
| Концертно-виконавська діяльність                           | Яремчук Назарій Назарович (посмертно) — артист | за концертну діяльність 1973—1995 років |
| За кращий твір літератури і мистецтва для дітей та юнацтва | Янівський Богдан-Юрій Ярославович — композитор | за цикл музичних творів великої форми для дітей: оперу «Царівна Жаба»; мюзикли «Лис Микита», «Перстень спокуси», «Том Сойєр»                                                    |